# 15761 Schumi
15761 Schumi eller 1992 SM16 är en asteroid i huvudbältet som upptäcktes den 24 september 1992 av de båda tyska astronomen Freimut Börngen och Lutz D. Schmadel vid Tautenburg-observatoriet. Den är uppkallad efter den tyske Formel 1 föraren Michael Schumacher.